# Factor d'eficiència d'Oswald
El factor d'eficiència d'Oswald és un factor de correcció que representa el canvi en l'arrossegament amb la sustentació d'una ala o d'un avió tridimensional, en comparació amb una ala ideal amb el mateix allargament i una distribució de sustentació el·líptica.

## Definició
El factor d'Oswald és definit pels casos en què el coeficient global d'arrossegament de l'ala o de l'avió té una dependència quadràtica respecte el coeficient de sustentació de l'aeronau
{\displaystyle C_{D}=C_{D_{0}}+{\frac {(C_{L})^{2}}{\pi e_{0}AR}}}
on
| {\displaystyle C_{D}\;}     | és el coeficient d'arrossegament,                                    |
| {\displaystyle C_{D_{0}}\;} | és el coeficient d'arrossegament per sustentació zero,               |
| {\displaystyle C_{L}\;}     | és el coeficient de sustentació de l'aeronau,                        |
| {\displaystyle \pi \;}      | és el ratio entre la longitud i el diàmetre d'un cercle, (nombre pi) |
| {\displaystyle e_{0}\;}     | és el factor d'eficiència Oswald                                     |
| {\displaystyle AR}          | és l'allargament                                                     |
Per aeronaus amb ales fixes d'allargament moderat, el factor d'eficiència d'Oswald amb els flaps de les desactivats és de l'ordre d'entre 0.7 i 0.85. A velocitats supersòniques, el factor d'Oswald decreix substancialment. Per exemple, a Mach 1.2 el factor d'Oswald pot arribar a ser d'entre 0.3 i 0.5.

## Comparació amb el factor d'eficiència de l'envergadura
S'assumeix sovint que el factor d'eficiència d'Oswald equival al factor d'eficiència d'envergadura que apareix en la teoria de la línia de sustentació (o teoria de línia de sustentació de Lanchester-Prandtl), i de fet el mateix símbol (e) s'utilitza típicament per tots dos. Això implica que el coeficient de resistència (drag) del perfil és independent de {\displaystyle C_{L}}
{\displaystyle C_{D}=c_{d_{0}}+c_{d_{2}}(C_{L})^{2}+{\frac {(C_{L})^{2}}{\pi eAR}}}
on
| {\displaystyle c_{d_{0}}\;} | és la part constant del coeficient de resistència del perfil,      |
| {\displaystyle c_{d_{2}}\;} | és la part quadràtica del coeficient de resistència del perfil,    |
| {\displaystyle e\;}         | és el factor d'eficiència de l'envergadura per fluids no viscosos, |
Equiparant totes dues expressions de
{\displaystyle C_{D_{0}}=c_{d_{0}}}
{\displaystyle {\frac {1}{e_{0}}}={\frac {1}{e}}+\pi ARc_{d_{2}}}
Pel cas general {\displaystyle c_{d_{2}}>0} es té que {\displaystyle e_{0}<e}.